# Ariel Escalante Meza
Ariel Escalante Meza (San José, 1984) es un director de cine, productor, guionista y montajista Costarricense. Es conocido por la película Domingo y la Niebla (2022), que fue estrenada en el Festival de Cannes, en la sección Un Certain Regard, y elegida para representar a Costa Rica en los Oscar a la mejor película Internacional en los 95 Premios de la Academia en 2022.

## Biografía
Nacido en San José, Costa Rica en 1984, Escalante estudió Ciencias Políticas en la Universidad de Costa Rica para luego especializarse en Cine en la Escuela Internacional de Cine y Televisión (EICTV) en Cuba, y en la Mel Hoppenheim School of Cinema de la Universidad Concordia en Montreal, Canadá.
Antes de aventurarse en la dirección cinematográfica, se desempeñó como montajista de títulos que incluyen el cortometraje “Los Minutos, Las Horas” (2010), Seleccionado en Cinefondation del Festival de Cannes, así como los largometrajes Princesas Rojas (2013), Agosto (2019) y Ceniza Negra (2019).
Su ópera prima como director, El Sonido de las Cosas (2016) fue premiada con el Kommersant Weekend Prize en el Festival Internacional de Cine de Moscú y con el Premio Especial del Jurado en el Costa Rica Festival Internacional de Cine, así como elegida para representar a Costa Rica en los Oscar a mejor película internacional en los 91 Premios de la Academia en 2017.
Recibió el Premio Nacional de Cultura del Ministerio de Cultura de Costa Rica en 2017.

## Domingo y la Niebla
- Rodada en la comunidad de Cascajal de Coronado, su elenco es conformado en mayor parte por actores naturales, miembros de la misma comunidad.[5] La película recibió apoyo del Doha Film Institute.

Domingo y la Niebla es la primera película centroamericana en ser parte de la Sección Un Certain Regard del Festival de Cannes. También fue seleccionada en lugares como el Festival Internacional de Cine de Toronto, Sitges Festival de Cine Fantástico de Catalunya y el Festival de Cine de Melbourne, entre otros. La película fue seleccionada para representar a Costa Rica en los Oscar a la mejor película Internacional en los 95 Premios de la Academia en 2022. 
La película cuenta con un estilo poético y sobrenatural, con un alto contenido político. Entre sus influencias están el cine de Apichatpong Weerasethakul, así como la música de Coil y Einstürzende Neubauten, y la política de Karl Marx.